# Крістобаль Альфтер
Крістобаль Альфтер Хіменес-Енсіаль (ісп. Cristóbal Halffter Jiménez-Encina; 24 березня 1930, Вільяфранка-дель-Б'єрсо — 23 травня 2021) — іспанський композитор і диригент, належить до «поколінню 1950-х років» (Луїс де Пабло, Кармело Бернаола та ін.).

## Біографія
Народився в забезпеченій музичній родині: брати його батька — Родольфо (1900—1987) і Ернесто Альфтер (1905—1989) — були великими композиторами. Дитинство (1936—1939) провів у Німеччині, де його батько служив директором фабрики в Фельберт. Після повернення родини до Мадриду навчався в Мадридській консерваторії у Конрадо дель Кампо (закінчив у 1951). Також брав уроки композиції у Олександра Тансмана та Андре Жоліве.
Працював на Національному радіо. У 1955—1963 керував оркестром Мануеля де Фальї. З 1961 викладав в Мадридській консерваторії, у 1964—1966 роках очолював її. Викладав у США і ФРН, у тому числі — на Міжнародних курсах річної музики в Дармштадті. У 1976—1978 очолював іспанську секцію Міжнародного товариства сучасної музики.
Живе у Вільяфранка-дель-Б'єрсо. Дружина — піаністка Марія Мануела Каро. Син, Педро Альфтер Каро (1971) — диригент та композитор.

## Творчість
Музика Альфтері синтезує класичні та народні традиції з пошуками інтернаціонального авангарду. Часто звертається до іспанської поезії, віршам Брехта.

## Вибрані твори
- Scherzo для оркестру (1951)
- Antífona Pascual для солістів, хору та оркестру (1952)
- Концерт для фортепіано та оркестру (1953)
- El beso de Judas (1954, музика до кінофільму)
- Tres piezas для струнного квартету (1955)
- Saeta (1955, балет)
- Misa ducal (1956)
- Introducción, fuga y final для фортепіано (1957)
- Sonata для скрипки соло (1959)
- El ladrón de estrellas (1959, опера для телебачення)
- Jugando al toro (1959, балет)
- Microformas для оркестру (1960)
- Симфонія для трьох інструментальних груп (1963)
- Cuatro canciones leonesas (1. El carbonero, 2. De campo, 3. De cuna, 4. La carbonerita de Salamanca)  (1964)
- Secuencias (1964)
- Misa de la Juventud (1965)
- Líneas y puntos для 20 духових та електроакустики (1966)
- Cantata Symposium (1968)
- Cantata «Yes, speak out» (1968)
- Fibonacciana для флейти та оркестру (1969)
- Noche pasiva del sentido для сопрано, двох ударників і 4-х магнітофонів (1970, на вірші Сан-Хуана де ла Крус)
- Llanto por las víctimas de la violencia для камерної групи та електроакустики (1971)
- Réquiem por la libertad imaginada (1971)
- Pinturas negras (1972)
- Gaudium et Spes-Beunza (1972)
- Noche activa del espíritu для двох фортепіано та електроакустики (1973)
- Platero y yo для хору дітей, оповідача, змішаного хору, інструментальної групи та магнітофонної стрічки (1974, за повістю Хуана Рамона Хіменеса)
- Elegías a la muerte de tres poetas españoles (1975)
- Officium defunctuorum для оркестру і хору (1979)
- Tiento (1981)
- Leyendo a Jorge Guillén (1982)
- Sinfonía ricercata для органу та оркестру (1982)
- Dona nobis pacem (1984)
- Tres poemas de lírica española для баритона та оркестру (1986, на вірші Гутьерре де Сетін, Хорхе Манрике та Франсіско Кеведо)
- Dortmunder Variationen для оркестру (1987)
- Variaciones Dortmund II (1987)
- Motetes (1989)
- Preludio Madrid 92
- Odradek для оркестру, присвячується Францу Кафку (1996)
- Don Quijote (1999, одноактна опера за романом Сервантеса)
- Adagio en forma de rondo для оркестру (2003)
- Lázaro (2007, опера)

## Нагороди
Премія Італійського радіо та телебачення (1976). Золота медаль за заслуги в мистецтві (Іспанія, 1981). Національна музична премія Іспанії (1989).
Член Іспанської Королівської Академії витончених мистецтв (1983). Головний запрошений керівник Національного оркестру Іспанії (з 1989). Член Європейської академії наук і мистецтв (1997).